# Begotten
Pour plus de détails, voir Fiche technique et Distribution.
Begotten est un film d'avant-garde américain réalisé par E. Elias Merhige, sorti en 1991.

## Synopsis
La première scène débute avec la mise en scène d'un dieu suicidaire, saignant et s'étripant lui-même afin d'aboutir à sa propre mort (Dieu est mort et de sa mort naît le Monde). Une femme apparait (La Terre-Mère) de ses restes, s'éveille du corps gisant et s'imprègne de son éjaculat (représenté par son sang). Une fois enceinte, elle se met en route vers un paysage sans fin et complètement stérile, puis la grossesse se manifeste par l'avènement d'un adulte avec qui elle restera liée.
« Le Fils de la Terre » rencontre par la suite un groupe de nomades sans visage, qui le saisissent avec ce qui semble être des cordes. Le Fils de la Terre vomit ensuite plusieurs organes que les nomades acceptent alors comme des présents, avec frénésie. Les nomades apportent finalement l'homme à un feu puis le brûlent.
« La Terre-Mère » retrouve ensuite son enfant ressuscité et le console. Elle l'attache alors par le cou (avec une corde) comme pour ne plus le laisser partir. Les nomades réapparaissent cependant pour la violer. Le « Fils de la Terre » est laissé seul pour pleurer sur le corps sans vie de sa génitrice. Un second groupe de personnages rentre en scène pour l'emporter et la démembrer. Ils reviennent ensuite pour s'emparer du « Fils de la Terre » et, après l'avoir également démembré, le groupe enterre les restes dans le sol, ce qui a pour effet de rendre le site luxuriant de vie (naissance de la vie par le sacrifice de la mère et l'enfant).

## Fiche technique
- Titre : Begotten
- Réalisation : E. Elias Merhige
- Scénario : E. Elias Merhige
- Production : E. Elias Merhige
- Musique : Evan Albam
- Photographie : E. Elias Merhige
- Pays d'origine : États-Unis
- Format : Noir et blanc - 1,37:1 - Mono
- Genre : Fantastique, Horreur
- Durée : 78 minutes
- Date de sortie : 1991
- Film interdit aux moins de 16 ans

## Distribution
- Brian Salzberg : Dieu se tuant lui-même
- Donna Dempsey : Terre Mère
- Stephen Charles Barry : Fils de la Terre - Flesh On Bone

## Critique
Begotten a reçu des avis plutôt positifs de la part des critiques. Le site internet de commentaires de films Rotten Tomatoes a déclaré une note de cœur de 67 %, fondée sur 9 avis, avec une note moyenne de 6,3 / 10. En 2012, Complex a intégré le film dans sa liste des 50 films les plus dérangeants.
Marc Savlov de l'Austin Chronicle a décrit le film comme « Expérimental, obsédant, onirique, et intentionnellement confondant ». « Le cauchemar / rêve stylisé de Merhige est un récit de voyage mal calculé à travers l'Enfer, accompagné d'une bande sonore étouffée de grillons stridulant, d'âmes condamnées et pire encore. » Horror News.net a donné une critique positive au film « difficile à consommer à plusieurs niveaux, bien que dans cette consommation soit aussi une poignée de brillance ».  Jonathan Rosenbaum du Chicago Reader a salué le film en le qualifiant de « caractéristique expérimentience remarquable, voire extrêmement bouleversante et sanglante en noir et blanc », affirmant en outre : « Si vous êtes facilement écœurés, vous devriez éviter cela comme la peste, d'autres peuvent trouver difficile de passer à côté du talent artistique et de l'originalité de cet effort visionnaire, si vous cherchez à vous effrayer, vous ne devriez pas le laisser passer. » Susan Sontag l'a qualifié de « l'un des 10 films les plus importants des temps modernes ».
Angelo de BloodyGoodHorror.com a donné une critique positive au film : « Dans un sens, ça inspire tellement d'émotion à un niveau si profond et si brutal, c'est un film émouvant et poignant, mais le message qu'il délivre n'est pas joli, vous verrez les horreurs de cet homme. Mais si vous êtes comme moi et que vous vous demandez si vous avez été désensibilisé après des années de films d'horreur, cela vous montrera si vous pouvez toujours resentir ou non ». L'auteur et cinéaste indépendant John Kenneth Muir a décerné au film deux étoiles et demi sur quatre étoiles possibles, l'appelant « une expérience cinématographique expérimentale et unique en son genre ». Dans sa critique, Muir a fait l'éloge de l'originalité et de l'imagerie puissante du film, tout en critiquant la durée totale comme étant trop longue. 
Le film est actuellement interdit à Singapour en raison de son contenu graphique et inquiétant.